# Заим Имамович
Заим Имамович (на босненски: Zaim Imamović; на сръбски: Заим Имамовић) е известен бошняшки народен певец, изпълнител на севдалинки.

## Биография
Роден е в Мърконич град през 1920 година.